# Vivos (programa de televisión)
Vivos fue 
un programa cómico de parodias ecuatoriano, que fue transmitido originalmente por Ecuavisa y años más tarde pasó a ser parte de Teleamazonas.  
Estaba conformado por David Reinoso y Flor Maria Palomeque, junto a los actores Catherine Velasteguí, Jaime Roca, Roberto Chávez, Mario Cabezas, Luis Taranto, Danilo Esteves, Vicente Romero Rivera, Ricardo Granizo, Víctor Aráuz, Álex Vizuete, Katty García, Cecilia Cascante, Eduardo Tenorio, entre otros. 
El programa salió del aire en 2015, luego de ser sancionado por la Superintendencia de Comunicación (Supercom), debido a una denuncia realizada por Julio César Ayala, más conocido por el reportaje de En Carne Propia, quien se sentía afectado por la parodia que Reinoso y Aráuz hicieran de él y su hermano John Ayala, en el segmento Malcriadito y Fusilero.

## Elenco
- David Reinoso
- Flor Maria Palomeque
- Catherine Velasteguí
- Jaime Roca
- Roberto Chávez
- Mario Cabezas
- Luis Taranto
- Danilo Esteves
- Vicente Romero Rivera
- Ricardo Granizo
- Víctor Aráuz
- Álex Vizuete
- Katty García
- Cecilia Cascante
- Eduardo Tenorio
- Pablo Mario Ansaldo
- Christian Maquilón
- Marcela Ruete
- Krysthel Chuchuca
- Emerson Morocho
- Johnny Shapiro

## Sketches
- El Amanecedero
- La Melo
- El Cholito
- Genio Matamba
- Alex Secret
- La Pareja Feliz
- Secretagrias
- Rachito
- Pechiche Coloriche
- El Loco que ama
- Esheman
- El Buitron

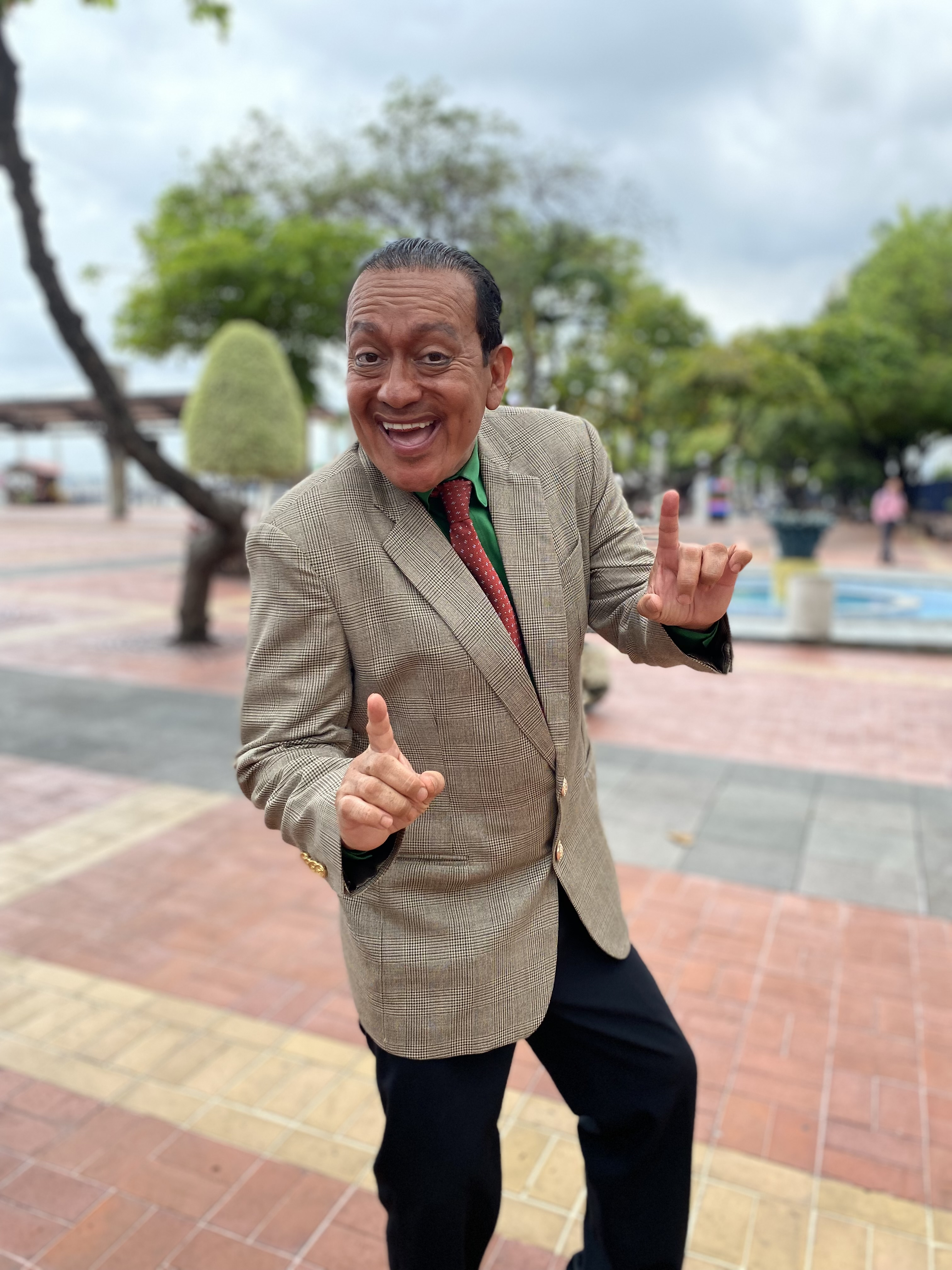
El Cholito, personaje interpretado por David Reinoso.

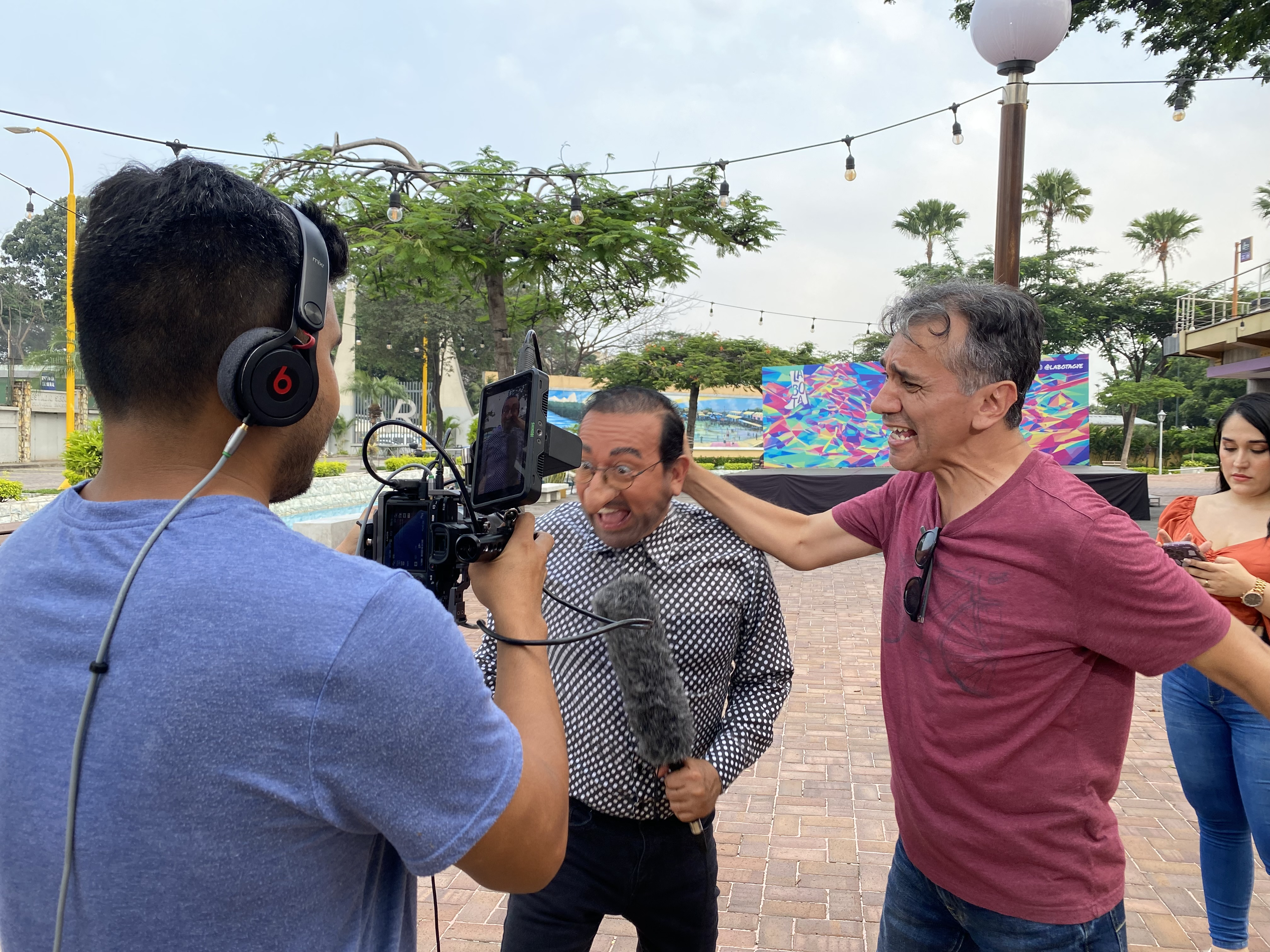
Rachito, personaje de Vivos, interpretado por David Reinoso, junto al director Jorge Toledo Orbe en 2024.

- Malicienta (Parodia de Cholicienta de Red Telesistema)
- Mash Alcalde
- Los Fiesteros
- Angelo Machona
- Fashion Trolice
- Escholita Solitaria
- Gonza Pizarro
- El pelado del ocho
- Papaito Correa
- Malcriadito y Fusilero
- Soy el Peor
- Los Cachorros
- El Cholito y la Michi
- Caso Piteado
- Apreto por ti
- El Chepolin
- Sufrida Caliche
- La Farramblea
- La Sapada en la comunidad
- Contagio Directo

## Controversia
El programa fue objeto de críticas por perpetuar estereotipos negativos sobre diversos sectores de la sociedad ecuatoriana. Entre las críticas hechas al programa se encuentran acusaciones de lo siguiente:
- Racismo con blackface y estereotipos raciales a los personajes de: El Cholito disfrazado del peyorativo de cholo costeño, a afroecuatorianos con Genio Matamba y bailarinas, parodia a una periodista afrodescendiente en Pechiche Coloriche, a un indígena shuar chamán con Esheman, a un indígena de la Sierra con el personaje de Moti.
- Sexismo y machismo normalizando el abuso sexual a una empleada doméstica en Malicienta como condición para que se vuelva actriz, acoso a detenidas en El Buitrón, acoso a clientas en Esheman.
- Homofobia incentivando masculinidad tóxica con personajes como Angelo Machona en Malicienta, los actores David Reinoso y Víctor Aráuz en los sketch con La Melo y La Michi.[4]

- Violencia doméstica con La Pareja Feliz.

## Premios y nominaciones

### Premios ITV
| Año  | Categoría                       | Nominados            | Resultado |
| ---- | ------------------------------- | -------------------- | --------- |
| 2001 | Mejor actor cómico              | David Reinoso        | Ganador   |
| 2001 | Mejor actriz cómica             | Flor María Palomeque | Ganadora  |
| 2002 | Mejor programa cómico-dramático | Vivos                | Ganador   |
| 2002 | Mejor actor cómico-dramático    | David Reinoso        | Ganador   |
| 2002 | Mejor actriz cómica-dramática   | Flor María Palomeque | Ganadora  |
| 2003 | Mejor programa cómico           | Vivos                | Ganador   |
| 2003 | Mejor actor cómico              | David Reinoso        | Ganador   |
| 2003 | Mejor actriz cómica             | Flor María Palomeque | Ganadora  |
| 2004 | Mejor programa cómico           | Vivos                | Ganador   |
| 2004 | Mejor actor cómico              | David Reinoso        | Ganador   |
| 2004 | Mejor actriz cómica             | Flor María Palomeque | Nominada  |
| 2006 | Mejor programa cómico           | Vivos                | Ganador   |
| 2006 | Mejor actor cómico              | David Reinoso        | Ganador   |
| 2006 | Mejor actriz cómica             | Flor María Palomeque | Ganadora  |
| 2007 | Mejor programa cómico           | Vivos                | Ganador   |
| 2007 | Mejor actor cómico              | David Reinoso        | Ganador   |
| 2007 | Mejor actriz cómica             | Flor María Palomeque | Ganadora  |
| 2008 | Mejor programa cómico           | Vivos                | Ganador   |
| 2008 | Mejor actor cómico              | Pablo Mario Ansaldo  | Nominado  |
| 2008 | Mejor actriz cómica             | Flor María Palomeque | Ganadora  |
| 2008 | Mejor actriz cómica             | Marcela Ruete        | Nominada  |
| 2009 | Mejor programa cómico           | Vivos                | Ganador   |
| 2009 | Mejor actor cómico              | Danilo Esteves       | Nominado  |
| 2009 | Mejor actriz cómica             | Flor María Palomeque | Ganadora  |
| 2009 | Mejor actriz cómica             | Catherine Velasteguí | Nominada  |
| 2010 | Mejor programa cómico           | Vivos                | Nominado  |
| 2013 | Mejor programa cómico           | Vivos                | Nominado  |
| 2013 | Mejor actor cómico              | Víctor Aráuz         | Nominado  |
| 2014 | Mejor programa cómico           | Vivos                | Nominado  |
| 2014 | Mejor actor cómico              | Víctor Aráuz         | Nominado  |